# انعدام الطرف
انعدام الطرف أو اللاطرفية أو غيبة أحد الأطراف (بالإنجليزية: Ectromelia)‏ هي حالة خلقية يحصل فيه اختفاء أو نقص نمو في العظام الطويلة، ومن الأمثلة عليها:
- انعدام الأطراف [الإنجليزية]
- انعدام نصف الطرف [الإنجليزية]
- تفقم الأطراف
- متلازمة حورية البحر